# Dobrohostiw
Dobrohostiw (ukrainisch Доброгостів; russisch Доброгостов Dobrogostow, polnisch Dobrohostów) ist ein Dorf in der ukrainischen Oblast Lwiw mit etwa 2950 Einwohnern.
Das im 14. Jahrhundert gegründete und 1653 erstmals schriftlich erwähnte Dorf liegt in der historischen Landschaft Galizien an der Quelle der Ulytschanka (Уличанка), einem 24 km langen, linken Nebenfluss der Kolodnyzja (Колодниця, Flusssystem Dnister), 15 km südöstlich vom Rajonzentrum Drohobytsch und 100 km südwestlich vom Oblastzentrum Lwiw.
Am 12. Juni 2020 wurde das Dorf ein Teil der neu gegründeten Stadtgemeinde Truskawez (Трускавецька міська громада/Truskawezka miska hromada), bis dahin war es das administrative Zentrum der gleichnamigen, 60,459 km² großen Landratsgemeinde im Süden des Rajon Drohobytsch, zu der noch das Dorf Bystryj mit etwa 300 Einwohnern gehörte.